# Bantrybaai

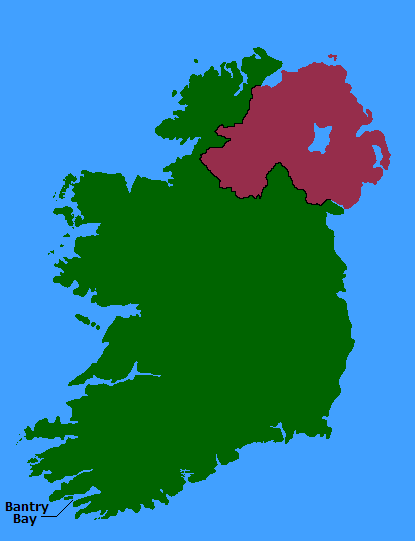
De Bantrybaai ligt in het zuidwesten van Ierland

De Bantrybaai (Iers: Cuan aoi / Inbhear na mBárc / Bádh Bheanntraighe, Engels: Banty Bay) is een baai in County Cork, in het zuidwesten van  Ierland. Van het noordoosten tot het zuidwesten is de baai ongeveer 35 km lang. Zij is 10 km breed bij de ingang en 3 km breed bij het uiteinde.

## Geografie
De natuurlijke baai is zo'n 40 meter diep in het midden. De Bantybaai is een van de langste baaien in het zuidwesten van Ierland. Aan de noordzijde scheidt het Beara Schiereiland de Bantrybaai af van de Kenmarebaai, en aan de zuidzijde scheidt het Sheep's Head Schiereiland de Bantrybaai af van de Dunmanusbaai. In het noorden van de baai ligt Bere Island, waarop de plaatsen Rerrin en Ballynakilla liggen. In het zuiden ligt Whiddy Island, een belangrijke haven voor tankers. Belangrijke routes om de baai heen zijn de R572 en de N71.

## Geschiedenis

### Slag om de Bantrybaai

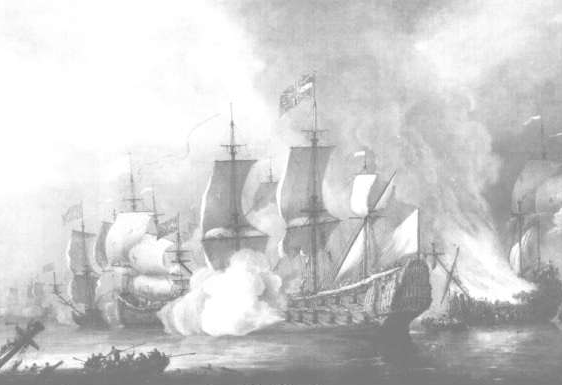
Slag om de Bantrybaai door Adriaen van Diest.

In 1689, na de Glorious Revolution was net buiten de baai de slag om de Bantrybaai. Deze slag gebeurde in de Negenjarige Oorlog (1688-1697). Een Franse vloot probeerde uit te laden in de Bantrybaai. De troepen probeerden eerst uit te laden bij Kinsale, maar de Engelsen hadden dit onmogelijk gemaakt. Toen de Fransen aan het uitladen waren in de baai kwam de Engelse vloot aan. Hierna volgde een vier uur durend gevecht. Er was geen echte winnaar, maar het lukte de Fransen wel om te kunnen uitladen.

### Ierse opstand van 1798
In Bantry was door een Franse vloot (met Theobald Wolfe Tone) een eerste poging gedaan om de Ierse opstand te beginnen. Dit gebeurde in 1796. Slecht weer en geen leiderschap zorgden ervoor dat de Fransen uiteindelijk terug moesten keren.

### Ongeluk met de Betelgeuse
Op 8 januari 1979 overleden 50 mensen tijdens een ongeluk met de Franse olietanker, de Betelgeuse, die in brand vloog en explodeerde tijdens het uitladen. Tijdens een opruimpoging in 1981 werd het wrak van de Franse fregat La Surveillante gevonden, die er gezonken was op 2 januari 1797.